# Gopha inquieta
Gopha inquieta är en fjärilsart som beskrevs av Max Wilhelm Karl Draudt 1932. Gopha inquieta ingår i släktet Gopha och familjen tandspinnare. Inga underarter finns listade i Catalogue of Life.